# Васил Бабулев
Васил Бабулев е български общественик, деец на късното Българско възраждане в Южна Македония.

## Биография
Бабулев е роден в костурското село Долени, тогава в Османската империя, днес Зевгостаси, Гърция. Заедно с брат си Георги Бабулев се замогва и става един от най-богатите хора в областта. Нападнати от разбойници в Долени двамата се изселват в Старичани, но след две нападения в 1883 и 1884 година отново се преселват, този път в градеца Хрупища и издигат една от най-модерните и хубави къщи в града. В 1890 година Бабулеви признават върховенството на Българската екзархия и стават едни от най-видните поддръжници на българщината в Хрупищко. След смъртта на брат си Георги в 1900 година Васил Бабулев заминава на поклонение на Божи гроб. След завръщането му е арестуван на три пъти - след Солунските атентати, след убийството на Нуредин бей в 1901 година и при избухването на Илинденско-Преображенското въстание в 1903 година. Изселва се в Йенидже, Ксантийско, където също поддържа българското черковно-учебно дело. Осиновеният му сестреник Георги е един от лидерите на българската партия в Хрупища, избиран за общински съветник.
Георги Христов пише за Бабулеви:
| „ | Видяхме... кога и как Бабулеви прегърнаха националната идея, как предано ѝ служили за популяризирането и осъществяването ѝ, как с купуването и построяването със собствени средства на здания за училище и черква и със своето плодотворно домакинстване поставиха българщината и нейното управление в здрава основа и как главният виновник на всичко това трагично загина, зарад тази му широка плодовита национална обществена дейност. | “ |